# حزب العمل الاشتراكي في جبل طارق
حزب العمال الاشتراكي جبل طارق ( GSLP ) هو الاشتراكي الديمقراطي حزب سياسي في جبل طارق . يعد GSLP أقدم حزب سياسي نشط باقٍ في جبل طارق. تستند جذورها إلى الحركة النقابية ، حيث كان مؤسسها وزعيمها السابق جو بوسانو هو المسؤول المحلي عن نقابة النقل والعمال العامة [TGWU]. يقود الحزب فابيان بيكاردو منذ عام 2011 ، الذي شغل منصب رئيس وزراء جبل طارق منذ الانتخابات العامة لعام 2011 . يشكل GSLPGSLP – Liberal Alliance بالشراكة مع الحزب الليبرالي في جبل طارق